# Wie würden Sie entscheiden?
Wie würden Sie entscheiden? war eine Gerichtsshow des ZDF. Sie lief von 1974 bis 2000.
In dieser ursprünglich von Gerd Jauch moderierten Sendung wurden echte Gerichtsverfahren noch einmal vor Publikum verhandelt. Zunächst wurde die Vorgeschichte der Klage in einem Film mit Schauspielern nachgespielt. Dann wurde in den Gerichtssaal geschaltet und der Moderator holte Meinungen des Publikums ein. Es folgte die Anhörung der beiden Parteien und deren Anträge, ehe die 50 oder weniger Zuschauer im Saal den jeweiligen Fall durch Knopfdruck entschieden. Zeitweilig wurde das Abstimmungsergebnis auch durch Kugeln angezeigt, die in die Waagschalen einer Justitiafigur fielen.
Danach sprach das aus echten Richtern bestehende Gericht das Urteil so, wie der jeweilige Fall tatsächlich entschieden worden war. Anschließend wurde das Urteil von Hans Brox von der Universität Münster oder anderen Rechtswissenschaftlern wie Elisabeth Koch oder Jürgen Prölss kommentiert und das Studiopublikum konnte Fragen an den Experten stellen. Nach der Pensionierung von Gerd Jauch übernahm der Journalist Bernhard Töpper die Moderation, bis das ZDF die Sendung einstellte.

## Ähnliche Formate in anderen Ländern
In den Niederlanden gibt es seit 1995 auf dem Sender NCRV die Sendung De Rijdende Rechter („Der fahrende Richter“). Hier entscheiden die Zuschauer jedoch nicht durch Knopfdruck, sondern diskutieren sachlich miteinander und tauschen gegenseitig ihre Meinungen aus. Das endgültige Urteil wird von Richter Frank Visser gesprochen.